# Lough Feeagh
Il Lough Feeagh (in gaelico irlandese Loch Fíoch) è un lago oligotrofico situato nella contea di Mayo, Irlanda. Rientra nel bacino di Burrishole che consta in totale di 7 laghi. Fa parte del novero dei laghi mondiali che sono oggetto di studio e ricerca da parte del GLEON. Le acque del lago confluiscono nel sottostante Lough Furnace per poi sfociare nella baia di Clew.

## Strade
Il Lough Feagh è costeggiato sulla sponda orientale dalla strada locale L1402. La strada si dirama dalla strada statale N59 presso Acres Grove, villaggio situato 1 km a Nord di  Newport. Il lago dista complessivamente 6 km dalla citata Newport.